# 宮津郵便局
宮津郵便局（みやづゆうびんきょく）
- 京都府宮津市にある郵便局。本記事にて記述する。

宮津簡易郵便局（みやつかんいゆうびんきょく）
- 北海道奥尻郡奥尻町にある簡易郵便局。局番号は95014。

宮津郵便局（みやづゆうびんきょく）は、京都府宮津市鶴賀2070-9にある郵便局。民営化前の分類では集配普通郵便局であった。

## 沿革
- 1872年8月4日（明治5年7月1日） - 宮津郵便取扱所として開設[1]。
- 1873年（明治6年） - 宮津郵便役所となる。
- 1875年（明治8年）1月1日 - 宮津郵便局（四等）となる。翌日より為替取扱を開始。
- 1878年（明治11年）9月 - 貯金取扱を開始。
- 1891年（明治24年）8月1日 - 宮津郵便電信局となる。
- 1903年（明治36年）4月1日 - 通信官署官制の施行に伴い宮津郵便局となる。
- 1979年（昭和54年）4月 - 局舎新築落成。
- 1990年（平成2年）3月19日 - 由良郵便局から集配業務の一部[2] を移管[3]。
- 1999年（平成11年） - 外国通貨の両替および旅行小切手の売買に関する業務取扱を開始。
- 2007年（平成19年）3月19日 - 岩滝郵便局から「629-22xx」区域の集配業務を移管[4]。
- 2007年（平成19年）10月1日 - 民営化に伴い、併設された郵便事業宮津支店に一部業務を移管。
- 2012年（平成24年）10月1日 - 日本郵便株式会社の発足に伴い、郵便事業宮津支店を宮津郵便局に統合。

## 取扱内容
- 郵便、印紙、ゆうパック、内容証明
- 貯金、為替、振替、振込、国際送金、国債、投資信託
- 生命保険、バイク自賠責保険、自動車保険
- ゆうちょ銀行ATM
- 「626-00xx」「629-22xx」区域（宮津市内の一部地域および与謝郡与謝野町内の一部地域（旧岩滝町域））の集配業務
- ゆうゆう窓口

## 周辺
- 宮津警察署
- 宮津税務署
- 宮津市役所
- 宮津市立宮津小学校
- 国道178号
- 大手川

## アクセス
- 京都丹後鉄道宮津駅から北西へ約300m（徒歩約3分）
- 丹海バス 宮津駅停留所または市役所前停留所下車
- 京都縦貫自動車道（綾部宮津道路） 宮津天橋立ICから北へ約2km
- 京都府道606号宮津停車場線（本町通り）沿い
- 駐車場あり：12台